# Campionato italiano assoluto di dama internazionale 2024
Il Campionato italiano assoluto 2024 è l'60ª edizione del Campionato italiano di dama internazionale, organizzato dalla Federazione Italiana Dama. Il torneo si è svolto a Chianciano Terme tra il 08 luglio e il 14 luglio 2024, all'Hotel Capitol.

## Formula
I 10 partecipanti si sono sfidati in un girone all'italiana di sola andata, per un totale di 9 round.
La cadenza stabilita per le partite è di 80 minuti, con aggiunta di 60 secondi di incremento a mossa da mossa 1.
L'arbitro del torneo è Salvatore Laganà.

## Torneo

### Partecipanti
Alla finale hanno partecipato dieci giocatori. Tra di loro figuravano un maestro internazionale e sei maestri.
| Nr. | Giocatore             | Punteggio ELO |
| --- | --------------------- | ------------- |
| 1   | MI Alessio Scaggiante | 2277          |
| 2   | MF Gabriele D'Amora   | 2169          |
| 3   | MF Daniele Macali     | 2141          |
| 4   | MF Roberto Tovagliaro | 2126          |
| 5   | MF Daniele Bertè      | 2124          |
| 6   | MF Luca Lorusso       | 2110          |
| 7   | MF Walter Moscato     | 2104          |
| 8   | Michele Lucci         | 2053          |
| 9   | Emanuele Danese       | 2018          |
| 10  | Matteo Fortunato      | 2018          |

### Classifica
Il torneo è stato vinto da Alessio Scaggiante, favorito della vigilia, che si è riconfermato campione vincendo il suo quinto titolo alla sesta partecipazione.
| #  | Giocatore          | Elo  | 1 | 2 | 3 | 4 | 5 | 6 | 7 | 8 | 9 | 10 | Totale |
| -- | ------------------ | ---- | - | - | - | - | - | - | - | - | - | -- | ------ |
| 1  | Alessio Scaggiante | 2277 |   | 1 | 2 | 2 | 1 | 1 | 2 | 1 | 2 | 2  | 14     |
| 2  | Gabriele D'amora   | 2169 | 1 |   | 1 | 2 | 1 | 1 | 2 | 1 | 1 | 2  | 12     |
| 3  | Daniele Bertè      | 2124 | 0 | 1 |   | 1 | 1 | 1 | 2 | 2 | 2 | 1  | 11     |
| 4  | Walter Moscato     | 2104 | 0 | 0 | 1 |   | 1 | 2 | 1 | 1 | 1 | 2  | 9      |
| 5  | Daniele Macali     | 2141 | 1 | 1 | 1 | 1 |   | 1 | 0 | 1 | 2 | 1  | 9      |
| 6  | Luca Lorusso       | 2110 | 1 | 1 | 1 | 0 | 1 |   | 1 | 2 | 1 | 1  | 9      |
| 7  | Emanuele Danese    | 2018 | 0 | 0 | 0 | 1 | 2 | 1 |   | 1 | 1 | 1  | 7      |
| 8  | Roberto Tovagliaro | 2126 | 1 | 1 | 0 | 1 | 1 | 0 | 1 |   | 1 | 1  | 7      |
| 9  | Michele Lucci      | 2053 | 0 | 1 | 0 | 1 | 0 | 1 | 1 | 1 |   | 0  | 6      |
| 10 | Matteo Fortunato   | 2018 | 0 | 0 | 1 | 0 | 1 | 1 | 1 | 1 | 1 |    | 6      |